# Grimmenstein
Grimmenstein là một thị xã thuộc huyện Neunkirchen trong bang Niederösterreich.